# 穆罕默德·阿克达什·桃花石汗
穆罕默德·阿克达什·桃花石汗（Muhammed，?—?），西喀喇汗国第20代汗，他的世系不详。阿里·恰格雷汗的孙子，馬斯烏德二世的儿子。西喀喇汗国是西辽的属国，这时布哈拉由当地世袭的布尔罕统治。通过出土钱币资料得知他在1175年—1179年为西喀喇汗。
| 前任： 穆罕默德 | 西喀喇汗国可汗 1175年—1179年 | 繼任： 伊卜拉欣·本·侯賽因·本·哈桑 |